# Raveniola concolor
Espèce
Raveniola concolor est une espèce d'araignées mygalomorphes de la famille des Nemesiidae.

## Distribution
Cette espèce est endémique du Ladakh en Inde,. Elle se rencontre dans les vallées du Dras et du Shingo.

## Description
Le mâle holotype mesure 15,10 mm et la femelle paratype 21,00 mm.

## Systématique et taxinomie
Cette espèce a été décrite par Zonstein en 2000.

## Publication originale
- Zonstein, 2000 : « Two new species of the mygalomorph spider genus Raveniola Zonstein, 1987 (Araneae, Nemesiidae) from southwestern Asia. » Tethys Entomological Research, vol. 2, p. 49-52.